# Sociedade Esportiva Palmeiras
La Sociedade Esportiva Palmeiras (Sociedad Deportiva Palmeiras), conocido popularmente como Palmeiras, es un club polideportivo brasileño del distrito de Perdizes, de la ciudad de São Paulo, capital del estado homónimo. Fue fundado por inmigrantes italianos el 26 de agosto de 1914, como Palestra Italia, pero su nombre fue cambiado al actual el 14 de septiembre de 1942 por razones políticas. Sus colores, presentes en el escudo y la bandera oficiales, son el verde y el blanco. Actualmente disputa el Campeonato Brasileño de Serie A, siendo el máximo ganador con 12 títulos. 
Su reconocimiento y sus principales logros han sido realizados en el fútbol profesional. Palmeiras es uno de los clubes más prestigiosos a nivel sudamericano y mundial por sus títulos. Fue elegido el mejor equipo del mundo en 2021 en el ranking de la Federación Internacional de Historia y Estadística de Fútbol (IFFHS), siendo el primer brasileño en lograr esta distinción.
Palmeiras es el vice líder del ranking de CBF (Confederação Brasileira de Futebol). Este ranking lleva en cuenta los títulos y el desempeño de los clubes en los últimos 5 años, por lo que se puede decir que Palmeiras es uno de los clubes brasileños más exitosos nacionalmente. En el último ranking de la confederación que tuvo en cuenta un período histórico más amplio del fútbol brasileño y que fue divulgado en 2011, Palmeiras fue el líder, con 2 366 puntos. Con la conquista de la Copa de Brasil 2020, Palmeiras llegó a 17 conquistas nacionales y es en solitario el club más campeón de Brasil.
Palmeiras es el equipo brasileño con el mayor número de títulos nacionales conquistados, al lograrlo 18 veces, lo que incluye 12 Campeonatos Brasileños (récord), 4 títulos de la Copa de Brasil, una Copa de Campeones, y una Supercopa de Brasil, a nivel internacional ha logrado 3 títulos de la Copa Libertadores, una Recopa Sudamericana y una Copa Mercosur, lo que lo ubica como el séptimo brasileño con más títulos internacionales.  También obtuvo la Copa Internacional de Río en 1951, el primer campeonato intercontinental oficial. El club también fue dos veces subcampeón del mundo (1999 y 2021), 3 veces subcampeón de la Copa Libertadores de América, 2 veces subcampeón de la Copa Mercosur y una vez subcampeón de la Recopa Sudamericana. Palmeiras ha ganado al menos una vez todas las competiciones nacionales que ha jugado y por ello recibió el título de Campeón Brasileño del Siglo ante la Federação Paulista de Futebol.
A nivel regional, Palmeiras también es uno de los principales vencedores, con 26 títulos en el Campeonato Paulista (el segundo mayor campeón detrás del Corinthians), dos títulos extra en la misma competición y 5 títulos interestatales (Torneio Rio - São Paulo). En 1996 el albiverde ganó el campeonato estatal con la mejor campaña de un equipo en la era profesional en este campeonato. con 83 puntos ganados de 90 posibles, una tasa de aprovechamiento del 92,2% de los puntos jugados, y 102 goles anotados en 30 partidos disputados. Esta marca nunca ha sido alcanzada por ningún otro equipo en la competencia.
Disputa uno de los clásicos más importantes del mundo y el clásico más importante del estado de São Paulo, el Derbi Paulista, ante el Corinthians, su máximo rival. Posee también una fuerte rivalidad con São Paulo y Santos FC, los otros equipos grandes en el estado.
El Palmeiras aparece empatado técnicamente con el São Paulo con un número aproximado de 16 millones (7%) de aficionados en todo Brasil, de acuerdo con el Instituto Datafolha.
Las encuestas presentadas al público desde el inicio de la década de 1990 muestran que Palmeiras y São Paulo se turnan entre las tercer y cuarta posiciones y están empatados técnicamente, de acuerdo con el margen de error.

## Historia

### Amateurismo (1915-1932)
El 24 de enero de 1915, Palestra Italia disputó su primer partido de la historia. El rival fue Savóia, al que derrotó por 2-0. En el Amateurismo ha conquistado 5 torneos estaduales: campeonatos de 1920, 1926, 1926 (adicional), 1927 y 1932.

### Inicios del profesionalismo (1933)
Palestra militó desde el inicio del profesionalismo en la Primera División de São Paulo, siendo el primer bicampeón, al conseguir los torneos de 1934 y 1935. En los años 40 consigue 4 títulos estaduales: campeonatos de 1940, 1942, 1944 y 1947.

### Segunda Guerra Mundial y cambio del nombre

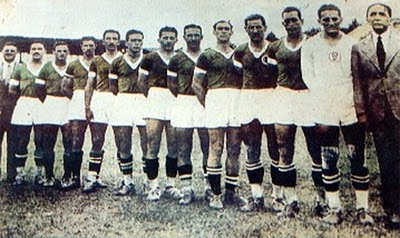
Palestra Itália en 1940.

El club fue obligado a cambiar sus colores originales durante la Segunda Guerra Mundial, ya que Brasil apoyó en el conflicto a los aliados. Debido a un decreto del gobierno que prohibía a cualquier entidad utilizar nombres relacionados con los países del Eje (Alemania, Italia y Japón), el gobierno de Getúlio Vargas forzó al Palestra Italia a cambiar también su nombre para Palmeiras.
La divisa con una “P blanca” en el escudo todavía está presente en la actual y el club ha utilizado el rojo como tercer color, sobre todo en partidos amistosos durante el aniversario del club.
Otros clubes con nombres relativos a países extranjeros enemigos desaparecieron, o fueron renombrados durante el mismo período. Otro club brasileño que también se llamó Palestra Italia es el Cruzeiro Esporte Clube, de Belo Horizonte, Minas Gerais, que curiosamente, tenía su nombre inspirado en Palmeiras.
El nombre elegido fue un homenaje a un antiguo club extinto en 1930 llamado "Associación Atletica de las Palmeiras", este equipo en cuestión fue el responsable de ayudar a Palestra Italia a unirse a la Federación Paulista y, en consecuencia, obtener un lugar en el campeonato estatal. Existe la hipótesis de que el cambio de nombre fue influenciado por uno de los mayores rivales de Palmeiras, São Paulo Futebol Clube, según los historiadores de Palmeiras, los directores de São Paulo Futebol Clube presionaron a los funcionarios del gobierno, pidiendo que el estadio de Palestra Italia, Parque Antárctica o Estadio Palestra Itália, que estaba en el mismo lugar. ya que el actual Allianz Parque fue confiscado, ya que São Paulo buscaba un estadio para jugar. Esta supuesta presión del São Paulo generó una frase muy utilizada por los hinchas del Palmeiras, que fue dicha por Oberdan Cattani, portero del Palmeiras en ese momento "El Corinthians es nuestro rival, el São Paulo Futebol Clube nuestro enemigo". Curiosamente, los directivos de este extinto club, "Associación Atletica de las Palmeiras", se unieron a los directivos insatisfechos del Paulistano, el club más exitoso del fútbol brasileño en ese momento, pero que terminó sus actividades en el fútbol, ya que no quería convertirse en profesional. Esta unión generó la fundación del São Paulo Futebol Clube, o sea, el nombre de Palmeiras es un homenaje indirecto a uno de los clubes que ayudaron a fundar São Paulo Futebol Clube, precisamente uno de los supuestos responsables del cambio de nombre de Palestra Italia. 

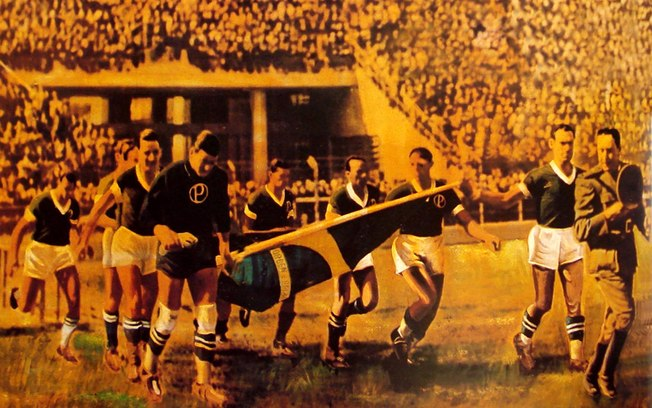
Palmeiras en 1942.

En la víspera del partido final del Campeonato Paulista, que se realizaría el 20 de septiembre de 1942, la dirección palestrina de São Paulo, cambió el nombre del club.
La final de aquel torneo la disputó precisamente con São Paulo Futebol Clube, que había orientado a sus atletas a enfrentar a los jugadores de Palmeiras como si fueran enemigos de la Patria. El Palmeiras entró al campo de juego con la bandera brasileña y el capitán del Ejército Adalberto Mendes al mando. Palmeiras ganó el juego 3-1, el partido terminó antes del minuto 90, cuando São Paulo cobró un penalti y expulsó a un jugador. Temerosos de encajar más goles y sufrir una goleada, los jugadores del São Paulo abandonaron la cancha y el Palmeiras fue campeón en su primer partido con su nuevo nombre. Palestra Italia murió líder de la competencia, Palmeiras nació campeón.

### Copa Río Internacional 1951

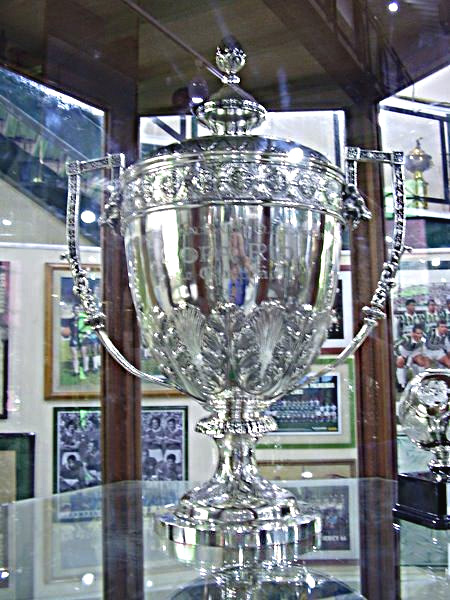
Copa Río.

En 1951 el Palmeiras ganó el torneo internacional de clubes llamado Copa Río, un torneo oficial organizado por la FIFA en conjunto con CBF. Con el objetivo de limpiar la mancha de la derrota del Mundial de 1950 ante la selección uruguaya en el Maracaná, la CBF tuvo la idea de organizar una competencia similar entre clubes, y contó con la ayuda de la FIFA. La final fue contra la Juventus de Italia.
Los principales jugadores del equipo en ese campeonato eran: Jair Rosa Pinto, Rodrigues y el portero Fabio Crippa.
El Palmeiras pidió varias veces (sin un resultado positivo) que la FIFA reconociera el torneo como un mundial de clubes, comenzando su batalla en 2001, cincuenta años después de ganar el trofeo.
El 30 de marzo de 2007, el Palmeiras recibió comunicación de la FIFA, oficializando su título en la edición de 1951 de la "Copa Río, como el primer Campeonato Mundial de Clubes FIFA, solicitud que llevaba formulando el club brasileño desde el año 2004. Pero posteriormente, el 26 de abril, la FIFA informó que aún no había culminado el proceso para tomar esta decisión y que hasta ahora el tema fue tratado apenas en un nivel administrativo por la secretaría general, pero que frente a la importancia y complejidad del asunto debería ser sometido al Comité Ejecutivo de la Federación.

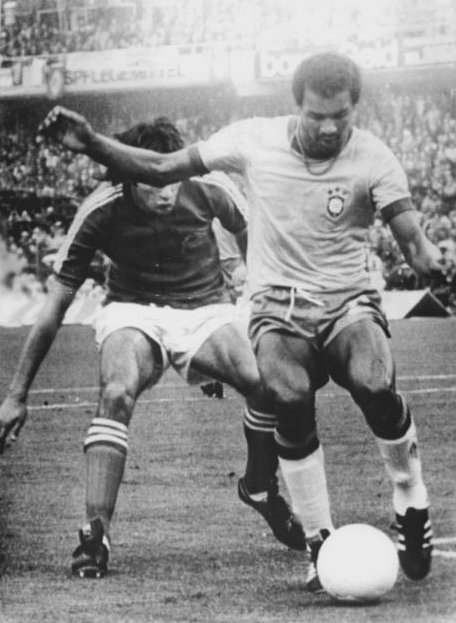
Luís Pereira en la Copa Mundial de Fútbol de 1974 con la Selección brasileña.

Sin embargo, en diciembre de ese mismo 2007 negó este reconocimiento, também porque, muchos equipos que ganaron torneos similares, enviaron solicitudes de formalización. En 2013 la FIFA, después otras solicitudes, por mano del controverso secretario Jérôme Valcke, reconoció nuevamente (a nivel de secretaría ergo temporalmente) con fax al Palmeiras la competencia como una Copa Mundial oficial, escribiendo también: 
"A fin de asegurar que todos los archivos de este campeonato estén actualizados, circularemos una copia de esta carta internamente en la FIFA y actualizaremos nuestros archivos en FIFA.com."
Todo esto nunca sucedió y en agosto de 2014 la federación mundial, después de una reunión en Río de Janeiro, reconoció a la Copa Río simplemente como la primera competición de clubes a nivel mundial y Palmeiras como el ganador, entonces no como el campeón del mundo, de hecho el concepto fue reiterado en enero de 2017 cuando la FIFA, después de las preguntas formuladas por un famoso periódico brasileño, emitió la siguiente nota:
En su reunión en Sao Paulo el 7 de junio de 2014, el Comité Ejecutivo de la FIFA estuvo de acuerdo con la solicitud de la CBF (Confederación Brasileña de Fútbol) de reconocer el torneo de clubes de Europa y América del Sur de 1951 como la primera competición mundial de clubes y Sociedad Deportiva Palmeiras como la ganadora. La FIFA reconoce y valora las iniciativas para establecer competiciones de clubes en todo el mundo a través de la historia. Este es el caso de los torneos que involucran a clubes europeos y sudamericanos, como el pionero Copa Río, jugado en 1951 y 1952, y la Copa Intercontinental.
Esta posición cambió en octubre de 2017 cuando la FIFA otorgó a los ganadores de la Copa Intercontinental el título oficial de campeones mundiales.
La FIFA en sus documentos no menciona la Copa Río como un antecedente oficial del campeonato mundial de clubes y torneo cesionario del título mundial.
Después del reconocimiento de iure de la Copa Intercontinental en octubre de 2017, con su inclusión en el documento oficial relativo al registro de la Copa Mundial de clubes, como título mundial de la FIFA, el Palmeiras solicitó el apoyo de la Conmebol para convencer a la federación mundial de atribuir el mismo estatus a la Copa Río de 1951.
En abril de 2019 el presidente de la FIFA, Gianni Infantino, entrevistado por los medios de comunicación brasileños, reiteró una vez más que para la federación mundial, solo los ganadores de la Copa Intercontinental y la Copa Mundial de Clubes son oficialmente campeones mundiales. Mientras que en 2024, el máximo ente rector (en la sección perteneciente a la Copa Intercontinental de  la FIFA) publicó en su página oficial a todos los campeones desde 1960 en adelante omitiendo el triunfo de Palmeiras en 1951.

"Ya hemos decidido dar el título de campeón mundial a todos los que han ganado la Copa entre Europa y América del Sur desde 1960.

### La Academia, hexacampeón brasileño

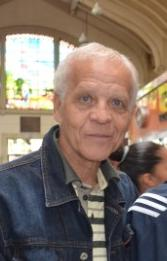
Ademir da Guia.

Durante los años 60 y la primera mitad de los 70 el club participó activamente en Copa Libertadores y ganando el Campeonato Brasileño seis veces: 1960, 1967 (dos veces), 1969, 1972 y 1973. Por esta época Palmeiras recibió el nombre de La Academia. Un par de jugadores de ese equipo eran las grandes figuras: Ademir da Guia, Dudu, Leão (campeón del Mundo con la selección en 1970), Luís Pereira, Leivinha, César Maluco y Edu Bala, entre otros. En 1965, el equipo de Palmeiras representó a la selección brasileña en la inauguración del Estadio Mineirão y le ganó a la selección uruguaya por 3-0. Ningún otro equipo llegó a representar a la selección brasileña en la historia, ni el Santos de Pelé.

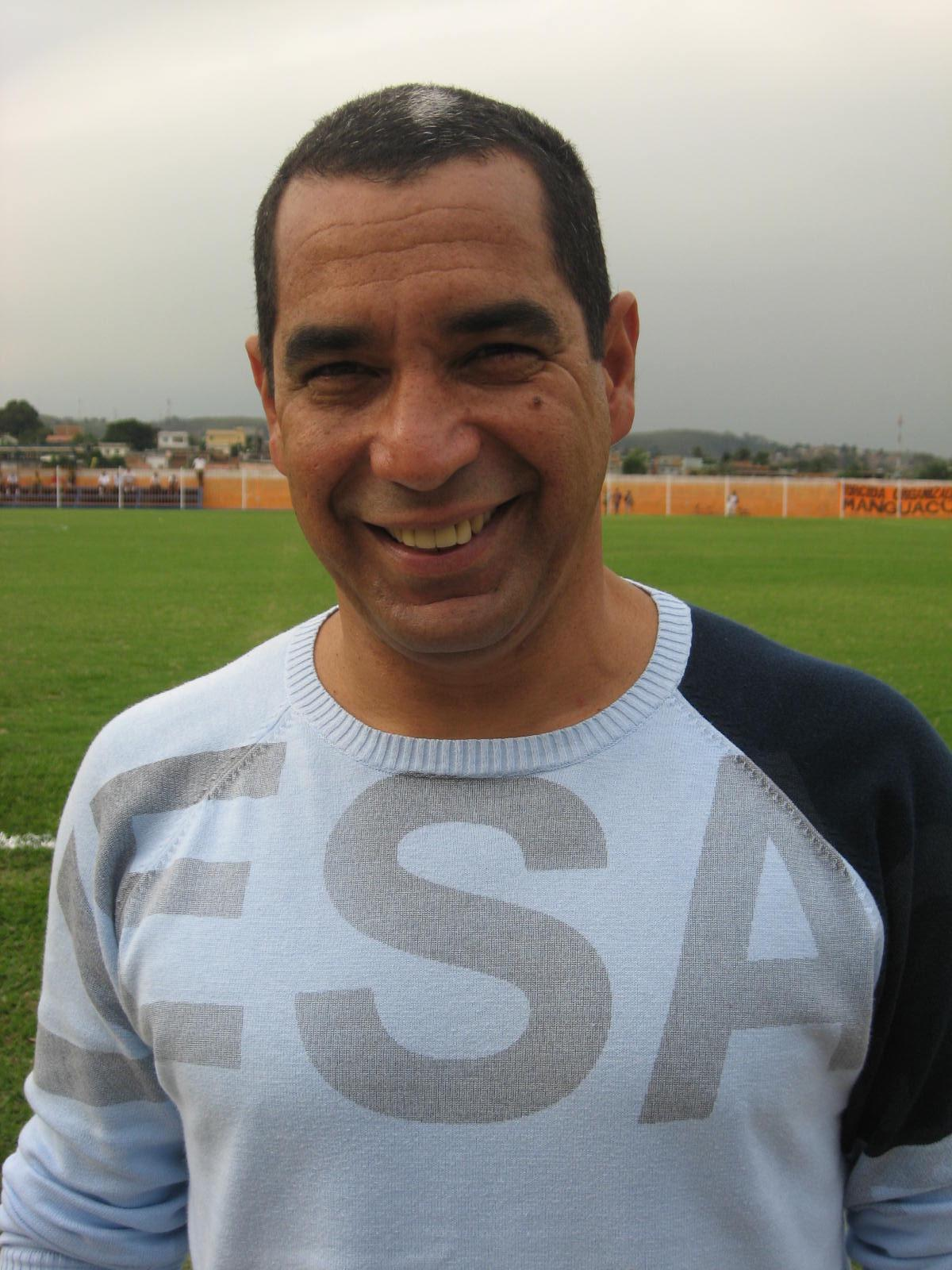
Zinho.

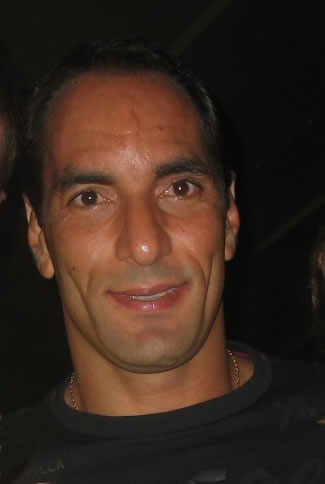
Edmundo.

### Era Parmalat (1993-2000)
Durante la "Era Parmalat" el Palmeiras ganó el Campeonato Paulista tres veces (1993, 1994 y 1996), el Campeonato Brasileño dos veces (1993 y 1994). Un par de jugadores de ese equipo eran las grandes figuras: Zinho y Mazinho (campeones del Mundo con la selección en 1994), Roberto Carlos y Rivaldo (campeones del Mundo con la selección en 2002), Evair, Edmundo, César Sampaio y Djalminha.
Ganó también la Copa de Brasil (1998), la Copa Mercosur (1998) y la Libertadores (1999) que, junto con el Mundial de Clubes-Copa Río de 1951 y los otros campeonatos brasileños, son los honores más importantes del club.

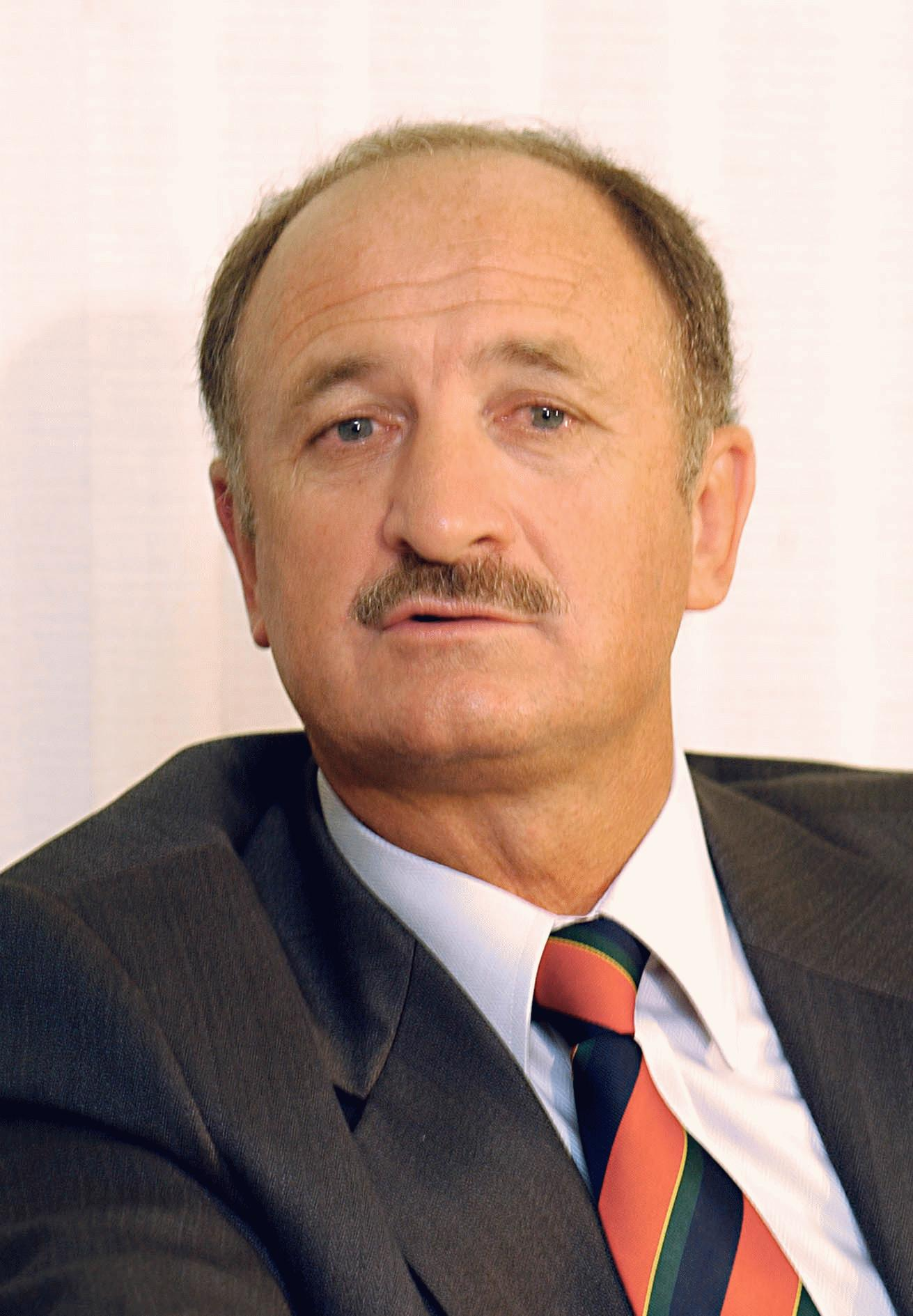
Luiz Felipe Scolari.

### Copa Libertadores 1999: Campeón de América y subcampeón intercontinental
El entrenador Luiz Felipe Scolari estaba al mando del club cuando éste ganó su título de la Copa Libertadores 1999 y era subcampeón de la Copa Intercontinental de ese año, misma que perdería contra el Manchester United de Alex Ferguson. La final de aquel torneo la disputó con el Deportivo Cali de Colombia. Un par de jugadores de ese equipo eran las grandes figuras: el portero Marcos (campeón del Mundo con la selección en 2002), Alex, Evair, Arce, Paulo Nunes y César Sampaio.

### Años 2000-2002
En 2000, Palmeiras perdió la final de la Copa Libertadores ante Boca Juniors, en la definición por penaltis, con un resultado de 4 a 2. En ese mismo año fue Campeón de la Copa de Campeones. Después de que una temporada irregular en 2001, donde el hecho más importante fue alcanzar las semifinales de la Libertadores -quedando eliminado nuevamente por Boca Juniors- el club enfrentó su peor año:

### 2002: Primer descenso
En 2002 perdió la categoría, descendiendo por primera vez en su historia a la segunda división.

### 2003: El retorno

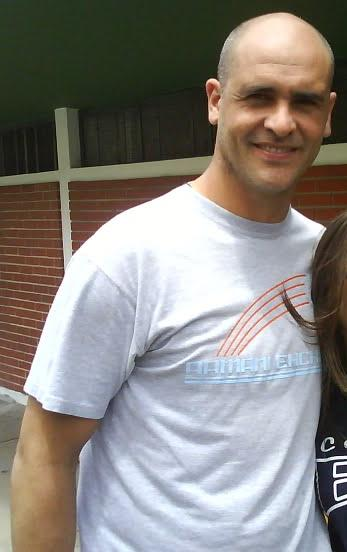
Marcos.

El equipo logró ganar el torneo de ascenso al año siguiente, volviendo a primera división en 2004. A partir de entonces el club poco a poco se levantó, en tres temporadas 2005, 2006, 2009 y 2013 volvió a participar en la Copa Libertadores.

### Campeón Paulista 2008

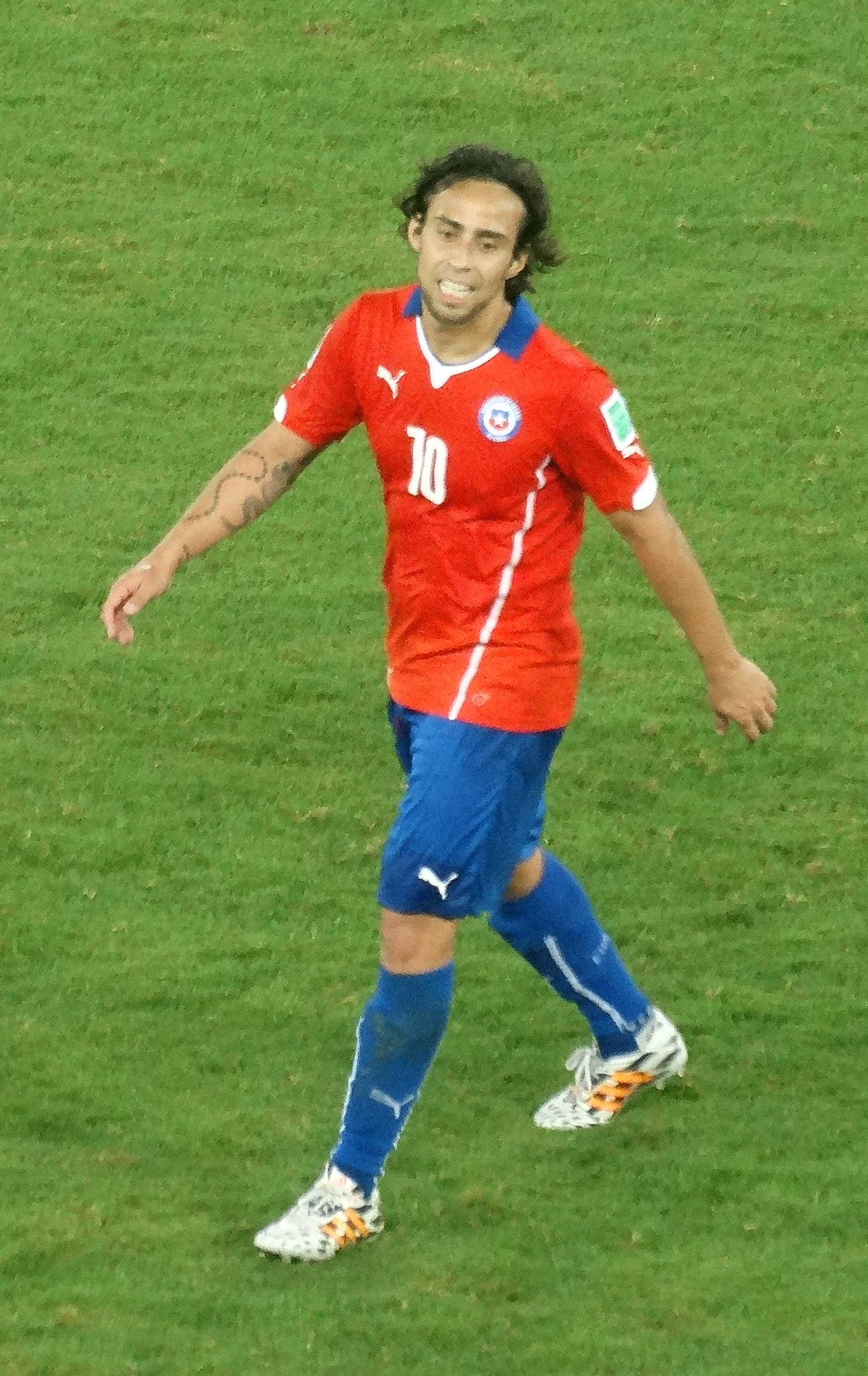
Jorge Valdivia fue convocado para defender la selección de Chile durante su paso por Palmeiras.

Palmeiras volvió a la gloria tras disputar una nueva edición del Campeonato Paulista, con figuras como Jorge Valdivia, Alex Mineiro, Kléber, Denilson, Marcos etc., logró su título 22 terminando segundo en la tabla general y clasificando a semifinales como el equipo más goleador.
Con Vanderlei Luxemburgo de vuelta en la banca del Verdao, disputó la final del Paulista enfrentando a Ponte Preta ganando en el partido de ida por 1 a 0 como visitante.
El partido de vuelta simplemente fue un carnaval en el estadio Palestra Italia goleando por 5 a 0 con goles de Alex Mineiro (3), un autogol de Ricardo Conceição y un gol de la figura del Palmeiras y del torneo, el chileno Jorge Valdivia.

### Campeón Copa de Brasil 2012 y segundo descenso
En 2012, con Luiz Felipe Scolari de vuelta en la banca y con figuras como Marcos Assunção, Hernán Barcos y Jorge Valdivia, Palmeiras ganó invicto la Copa de Brasil. La final de aquel torneo la disputó con el Coritiba. Con la conquista, llegó a 11 títulos nacionales oficiales y es, en solitario, el club que más logros oficiales posee en Brasil.
Si bien el Palmeiras se clasificó para la Copa Libertadores, tras una pobre campaña, descendió por segunda vez en su historia ese mismo año y debió disputar la Serie B 2013.

### Nuevo ascenso a la Serie A
En 2013 con Gilson Kleina como técnico, Palmeiras volvió a la Serie A tras su segundo descenso al vencer 1-0 a São Caetano, con gol de Jorge Valdivia (falso) en la fecha 32 y ascendió después de una temporada en la Serie B. El 16 de noviembre se consagra campeón, obteniendo su segundo título.

### Nuevos tiempos de gloria (2014-presente)
Luego de su regreso a la Serie A en 2014, con el pasar del tiempo el Verdão se volvió uno de los grandes protagonistas en los torneos nacionales y continentales. Se consagró campeón del Brasileirão en 2016 y 2018, a su vez fue subcampeón de la edición 2017 ganada por Corinthians. También se destaca haber alcanzado la instancia de semifinales de la Copa Libertadores 2018, donde fue eliminado por Boca.
Sin embargo vendrían cosas aún mejores tras la llegada de Abel Ferreira como entrenador, como por ejemplo las consagraciones de la Copa de Brasil 2020 y de la Copa Libertadores 2020, esta última con un solitario gol de Breno Lopes.
Pero no todo fue color de rosa. En el Mundial de Clubes 2020 finalizó en el 4.º puesto (la peor posición histórica de un club de Conmebol) y perdió la Recopa Sudamericana 2021 frente a Defensa y Justicia de Argentina. 

#### Bicampeonato de América (2021)
Palmeiras logró consagrarse como bicampeón de América tras ganar la Copa Libertadores 2021. El club inicio la hazaña superando la fase de grupos como líder, esta instancia de grupos fue compartida con Defensa y Justicia, Independiente del Valle y Universitario. En los octavos de final eliminó a la Universidad Católica de Chile tras ganar en la ida y vuelta por 1-0. En los cuartos el club se enfrentó a uno de sus rivales ciudadanos, São Paulo protagonizando un nuevo clásico, tras haber empatado por 1-1 en Morumbi, el Verdão derrotó en casa por 3-0 a su clásico rival, siendo esta la primera vez que le ganaba en Copa Libertadores. En las semifinales le tocó Atlético Mineiro al que tras empatar 0-0 en casa y empatar por 1-1 en el Mineirão eliminó por la regla del gol visitante. De esta manera Palmeiras llegó a su segunda final consecutiva frente al Flamengo al que ganó por 2-1. Un gol tempranero de Raphael Veiga adelantaba al Verdão, sin embargo a los 28 minutos del ST Gabriel Barbosa empató el partido. Ya en el alargue un grosero error de Andreas Pereira dejó mano a mano con el arquero a Deyverson, quien colocó el 2-1 definitivo. De esta manera Palmeiras fue el primer bicampeón de la competición desde Boca Juniors, que lo logró en el año 2001.

#### Cerca de la gloria: subcampeón del Mundial de Clubes (2022)
Como campeón de la Copa Libertadores, Palmeiras obtuvo el derecho a participar en la Copa Mundial de Clubes. Inició su participación en la competencia en la semifinal, ganándole al Al-Ahly egipcio por 2-0 con goles de Raphael Veiga y Dudu. Sin embargo, el Verdão nuevamente se quedaría a las puertas de la gloria eterna tras perder en la final contra el flamante campeón europeo, Chelsea, por 2-1 en el tiempo suplementario.

#### Comienzo de la temporada y nuevos títulos
El 2 de marzo de 2022 se consagra campeón Recopa Sudamericana 2022 tras ganar por (4-2) la serie a Athletico Paranaense.
3 de abril, Palmeiras es campeón Paulista. El Verdão se enfrentó en la final estadual a uno de sus máximos rivales, São Paulo, perdiendo el partido de ida 1-3, sin embargo, tras ganar el partido de vuelta por un contundente 4-0, logró ganar su título Paulista número 25.

#### Nueva conquista nacional, poderío defensivo y cerca de otras conquistas continentales
En 2022, Palmeiras se consagró campeón del Brasileirao por 11.ª vez en su historia perdiendo apenas 3 partidos en todo el transcurso del torneo.
Si bien en la Copa de Brasil quedó eliminado tempranamente tanto en 2022 como en 2023, en las Copas Libertadores pudo llegar hasta las semifinales: en 2022 estuvo a un paso del tricampeonato tras caer por un global de 3-2 frente al Club Athletico Paranaense, y en 2023 fue eliminado por cuarta vez a manos de Boca Juniors, empatando a 1 en el global y siendo eliminados por 4-2 en la definición por penales despertando la pesadilla del verdão de las ediciones 2000 (perdiendo el título), 2001, 2018 y 2023 eliminado en semifinales por tercera vez a manos de los Xeneizes.

### Bicampeón del Brasileirão
El 6 de diciembre de 2023 Palmeiras ganó el Brasileirao 2023 igualando 1-1 ante Cruzeiro, a la vez su archirrival Santos descendió por primera vez en su historia cayendo 2-1 a manos del Fortaleza.

## Símbolos

### Escudo
Desde los primeros partidos disputados, la letra "P" siempre ha estado presente en los escudos de los uniformes del Palmeiras.
El escudo actual de la Sociedade Esportiva Palmeiras se estableció en 1942, tras el cambio de nombre del club. En la circunferencia mayor, con fondo verde, aparece en blanco la inscripción “Palmeiras” y, también en blanco, ocho estrellas que hacen referencia a agosto, mes de la fundación de Palestra Italia. En la circunferencia más pequeña, sobre un fondo blanco, el contorno del escudo de la Casa de Saboya (símbolo de la Casa Real Italiana e insignia de la camiseta en el primer campeonato disputado por el equipo en 1916) aparece en verde. El espacio interno se llena con 26 líneas referidas al día de la fundación. del club y la tradicional “P”, presente en el emblema desde la época de la fundación.
Los cambios en el escudo desde la fundación del club han sido los siguientes:
- En 1915, en el primer partido de la entonces Palestra Itália, las letras "P" e "I", en forma arcaica, en colores blancos, adornaban el escudo que se ubicaba en el lado izquierdo del uniforme de los jugadores.

- En 1916, para competir en el Campeonato Paulista de ese año, la directiva del club decidió importar de Italia un conjunto de camisetas con el escudo Cruz de Savóia.

- En 1917, la Cruz de Savóia dio paso a las letras "P" e "I", que estaban alojadas en un triángulo verde.

- En 1918, la forma de la insignia se volvió circular y con un fondo blanco, con las letras "P" en verde y "I" en rojo.

- En 1938, solo se modificó la disposición de los colores: fondo verde y las letras "P" en blanco y "I" en rojo.

- En 1940, otro cambio solo en colores: fondo verde y las letras "P" e "I" en rojo.

- En 1942, con el cambio de nombre del equipo a Palmeiras, el rojo y la letra "I" del escudo desaparecieron, quedando solo el verde y el blanco, con la letra "P" en el centro.

- En 1959, la tradicional "P" disminuyó de tamaño y se insertaron ocho estrellas alrededor del escudo, en referencia al mes de la fundación del club (agosto) y al número de títulos paulistas ganados por el equipo como Palestra Itália. Los acompañaba el nombre Palmeiras. Este fue el último cambio relevante en la insignia alviverde, que permanece con el mismo concepto hasta el día de hoy.

- En febrero de 2012, el Departamento de Marketing del club decidió realizar cambios menores en el escudo, con el fin de estandarizarlo en las diferentes publicaciones que utilizan los medios. La nueva versión trajo letras redondeadas en el nombre de Palmeiras y cambios en el escudo suizo (que está dentro del símbolo), como la extensión de las líneas y una ligera modificación en la tradicional letra "P".

### Bandera
La bandera oficial del Palmeiras es verde y tiene el emblema oficial del club en el centro con una franja diagonal blanca. Sobre el símbolo se coloca una estrella roja en referencia al título mundial del Torneo Internacional de Clubes Campeones - Copa Rio 1951.

### Mascotas

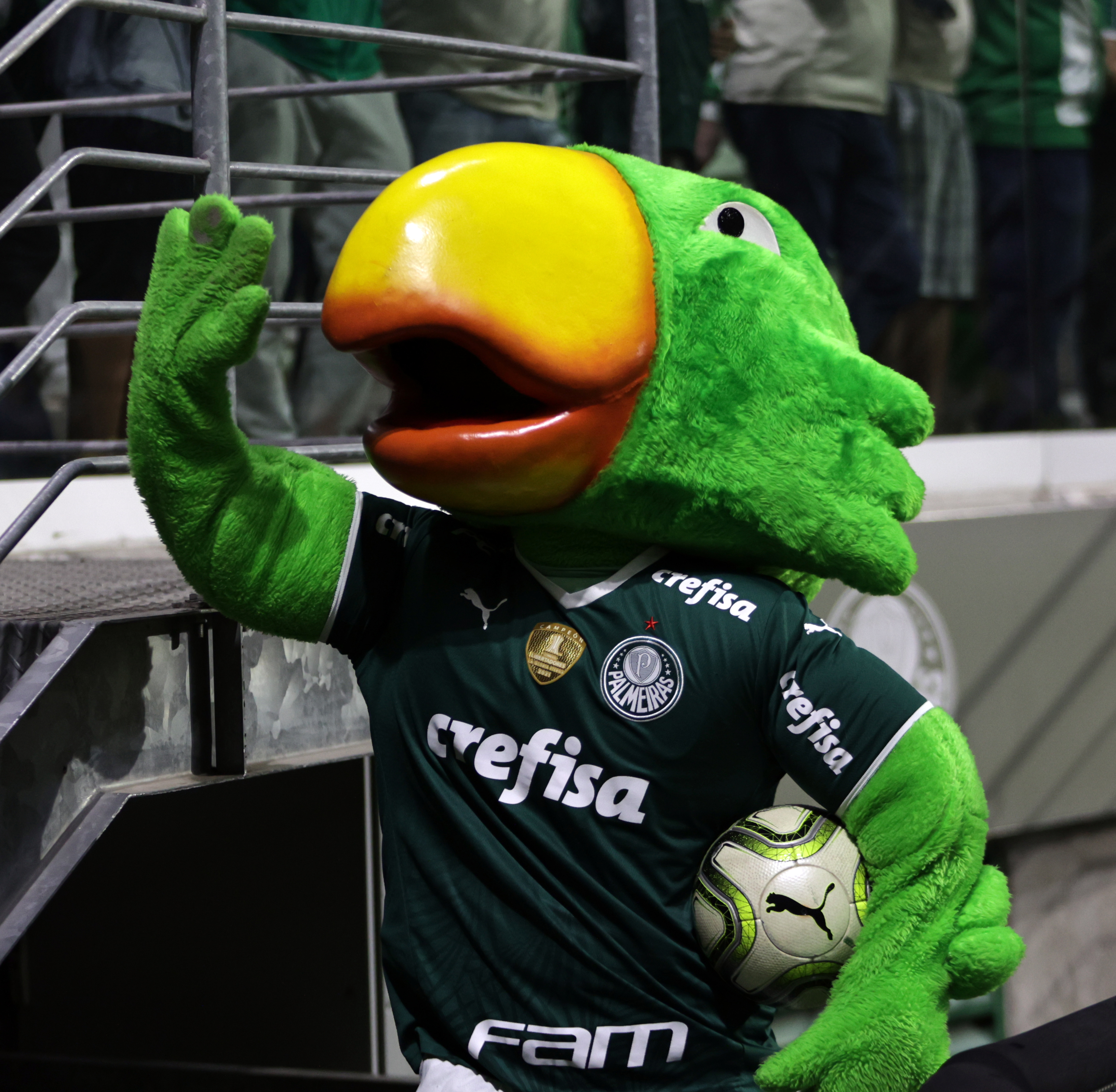
Periquito, mascota oficial del Palmeiras

Las mascotas oficiales del club son el periquito verde y el cerdo. Según el sitio web oficial, el periquito fue la mascota desde la fundación del equipo. Se eligió por el color verde, que el ave comparte con el club, y también porque estos pájaros son muy comunes en el barrio de Pompeia, donde se ubica el club. Es importante destacar que el periquito, aunque a veces se confunde, no tiene nada que ver con el personaje de Disney, José Carioca, que es un loro. La mascota del Palmeiras es mucho más antigua y fue creada en São Paulo.

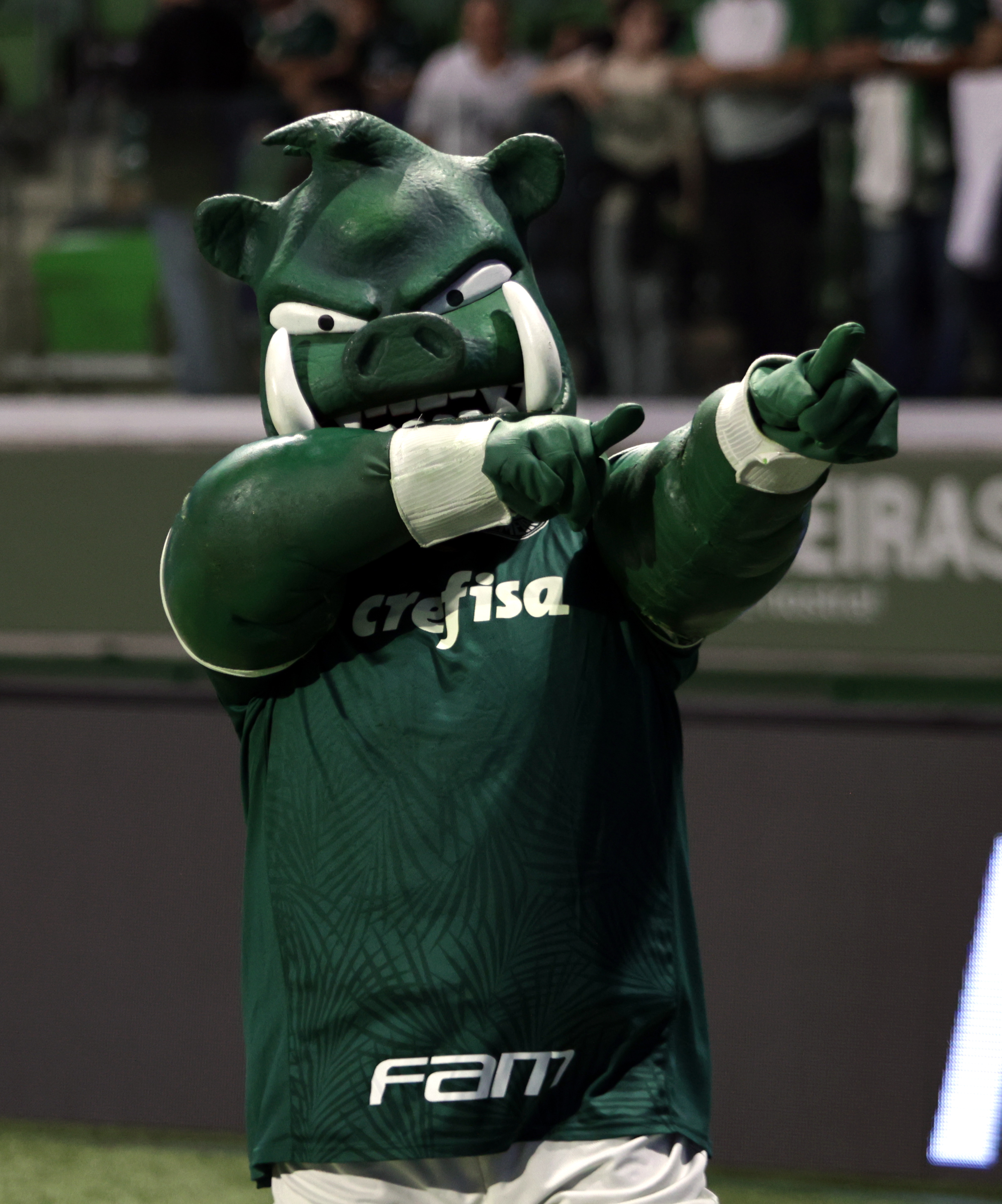
Porco Gobatto, mascota oficial del Palmeiras

Por otro lado, la mascota del cerdo surgió como una provocación y burla de los equipos rivales. El término era peyorativo desde la Segunda Guerra Mundial, ya que la élite de São Paulo lo usaba para referirse a los italianos y a sus descendientes. En 1969, la afición del Corinthians, el equipo rival, adoptó el término de forma peyorativa. Ese año, dos jugadores del Corinthians murieron en un accidente de coche y el club necesitaba inscribir nuevos atletas en el Campeonato Paulista. Para hacerlo, se necesitaba la aprobación unánime de los demás equipos, pero los directivos del Palmeiras se opusieron a la afiliación. Esto les valió la fama de tener un "espíritu de cerdo". En el siguiente clásico entre ambos equipos, los aficionados rivales soltaron un cerdo en el campo y empezaron a referirse al equipo verdiblanco con el insulto.
Después de sentirse ofendidos por el apodo durante mucho tiempo, los aficionados del Palmeiras decidieron apropiarse del insulto. Siguiendo una estrategia elaborada por uno de los directivos del club en la década de 1980, adoptaron al animal como mascota, acabando así con las burlas de sus rivales.
El club oficializó al cerdo como su mascota en noviembre de 2016, justo antes de un partido contra el Internacional por el Campeonato Brasileño. El nombre elegido para la mascota fue Gobatto, en honor a João Roberto Gobatto, el director de marketing que, ya en los años 80, había defendido la idea de adoptar el apodo de manera definitiva.

### Himno
El himno del Palmeiras fue compuesto en 1949 por Antonio Sergi, un destacado maestro, director, arreglista y profesor del Conservatorio Dramático y Musical de São Paulo. Sergi también fue director artístico de la radio Cruzeiro do Sul y maestro de la Orquesta Columbia.
Nacido en Italia el 6 de junio de 1913, Antonio Sergi se nacionalizó brasileño y, además de su carrera musical, se graduó como médico cardiólogo en la Universidad Federal de São Paulo. Su verdadera pasión era la orquestación y la música clásica. En las raras ocasiones en que escribió letras para sus propias composiciones, usó el seudónimo de Gennaro Rodrigues.
A lo largo de los años, el himno ha tenido varias versiones modernas:
- En 1997, el himno fue actualizado con una sonoridad más contemporánea de finales de los años 90. Esta versión fue interpretada por João Gordo, vocalista de la banda de rock Ratos de Porão, y se incluyó en el álbum «Os Hinos dos Grandes Clubes Brasileiros cantados por Feras do Rock e da MPB».

- En 2004, se lanzó una nueva versión para la primera década del siglo XXI. En esta ocasión, participaron las voces de Branco Mello (vocalista de Titãs), Wilson Simoninha e Igor Cavalera (entonces vocalista de Sepultura), para la edición de 2004 del mismo álbum.

## Uniforme
Originalmente, el club, conocido como Palestra Italia, usaba los colores de la bandera italiana: verde, blanco y rojo. Su primer uniforme era una camiseta verde con detalles blancos. Durante la Segunda Guerra Mundial, el club se vio presionado a cambiar de nombre y a eliminar el color rojo de su escudo y uniforme, ya que aludía a la bandera de Italia, una de las Potencias del Eje. Fue en 1942 cuando adoptaron el nombre de Palmeiras y se quedaron con el icónico verde y blanco, los colores que los identifican hasta hoy.
En 2018, la camiseta del Palmeiras fue destacada por el diario deportivo español Marca como una de las más bonitas del mundo.
- Uniforme titular: Camiseta verde, pantalón blanco y medias verdes.
- Uniforme alternativo: Camiseta blanca, pantalón verde y medias blancas.

### Evolución del uniforme
| Primer | ver evolución | Actual |

## Estadio

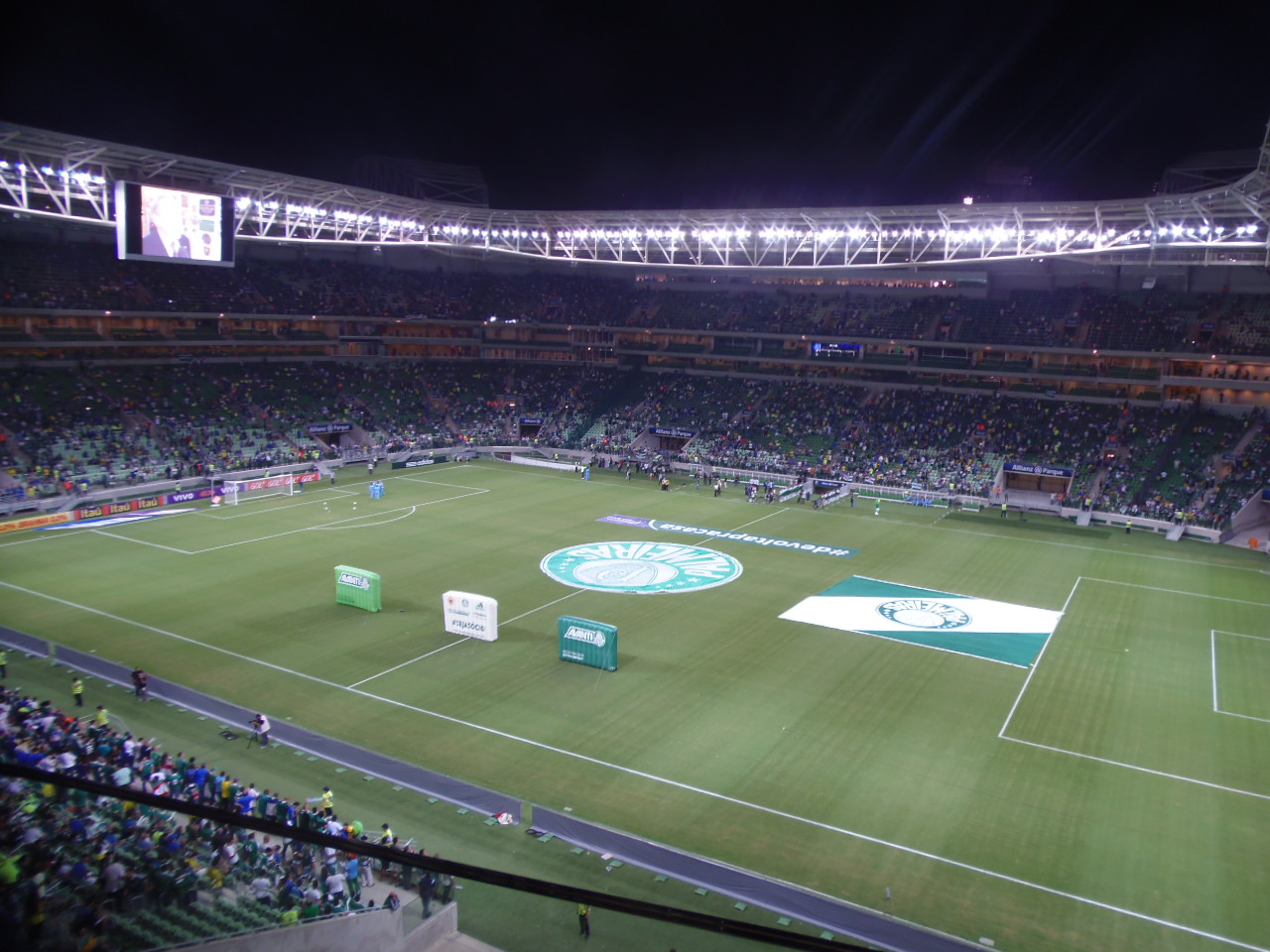
El moderno estadio del Palmeiras, el Allianz Parque, fue inaugurado en 2014.

El antiguo estadio del Palmeiras era el Palestra Itália, inaugurado en 1902 por la Compañía Antártica Paulista, fue adquirido por el Palmeiras (entonces conocido como Palestra Italia) en 1920. Con una capacidad para más de 40.000 espectadores en el siglo XX, y más de 27.000 poco antes de su cierre, el estadio fue el hogar del club y escenario de importantes finales en torneos como la Copa Libertadores y el Campeonato Paulista. El último partido oficial del Palmeiras en este estadio fue el 22 de mayo de 2010, con una victoria por 4 a 2 sobre Grêmio. Sin embargo, su despedida final ocurrió el 9 de julio de 2010, en un partido amistoso contra Boca Juniors, donde el xeneize lo derrotó por 2-0.
El estadio pasó por una gran reconstrucción y se transformó en el Arena Palestra Itália (más conocida como Allianz Parque). La transformación, costó 400 millones de reales, es el resultado de un acuerdo firmado entre Palmeiras y la empresa WTorre. La Nueva Arena del Palmeiras es el estadio multiuso más moderno de toda América Latina, tiendo capacidad para 43.600 asientos, todos cubiertos para los partidos de fútbol. Para los eventos de la FIFA, el número de plazas es de 45.600 (43.600 aficionados y 2.000 periodistas). Los eventos múltiples reciben hasta 60.000 espectadores. El estadio se inauguró en noviembre de 2014, justo a tiempo para el centenario del club. El primer partido oficial en el nuevo estadio se celebró el 19 de noviembre de 2014. Fue un encuentro del Campeonato Brasileño entre el Palmeiras y el Sport Recife, en el que el equipo local fue derrotado 2 a 0. A pesar de la derrota, el evento marcó un hito histórico para el fútbol de São Paulo por la gran cantidad de dinero recaudado.
Durante el tiempo que duraron las obras, el equipo jugó sus partidos en otros recintos como el Estadio Pacaembu, el Estadio do Canindé y el Arena Barueri.

## Hinchada

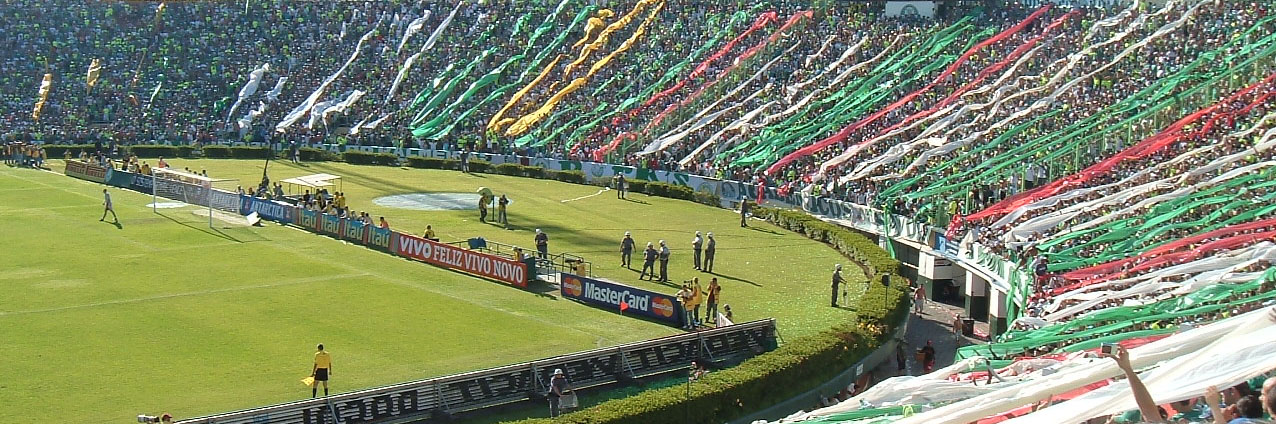
Aficionados del Palmeiras en el Estadio Palestra Itália en 2007.

Palmeiras está técnicamente empatado con el Sáo Paulo con un número de 16 a 18 millones (7 a 8%) de aficionados en todo Brasil según el instituto Datafolha.
La Torcida Uniformizada do Palmeiras (TUP) fundada en 1970 es la asociación de aficionados palmeirenses más antigua en actividad y la segunda en número de afiliados. Solo pierde en tamaño ante la Mancha Alviverde, conocida popularmente como Mancha Verde y fundada en 1983.

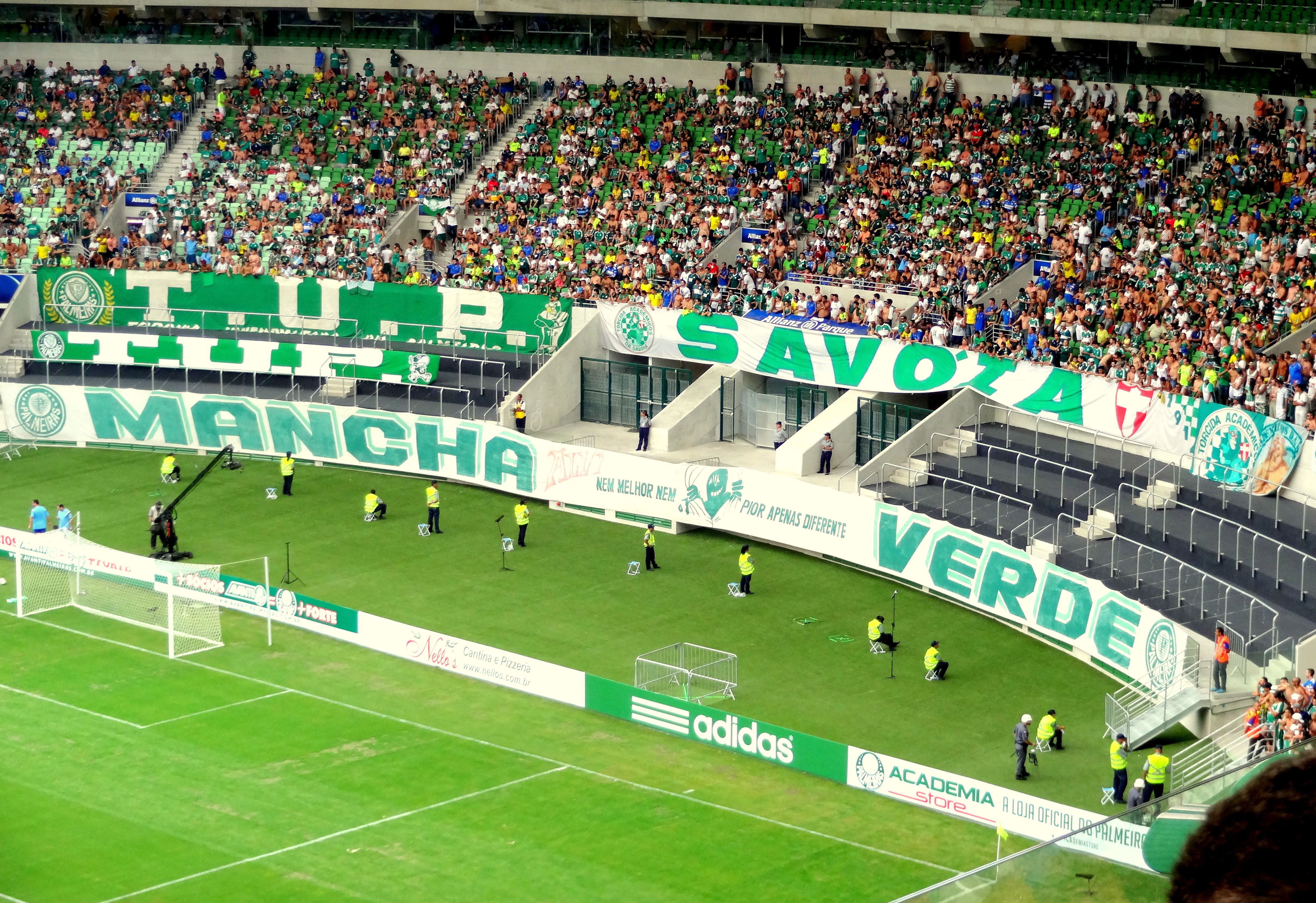
La Torcida "Mancha Verde" en 2015.

## Rivalidades
Los mayores rivales del Palmeiras son, respectivamente, Corinthians, São Paulo y Santos. El "derbi paulista" es el choque entre el Palmeiras y Corinthians, una de las más antiguas rivalidades en el fútbol. El término fue acuñado por el periodista Thomas Mazzoni, de la Gazeta Esportiva, por ser un partido en el cual es difícil señalar al vencedor.

### El derbi paulista

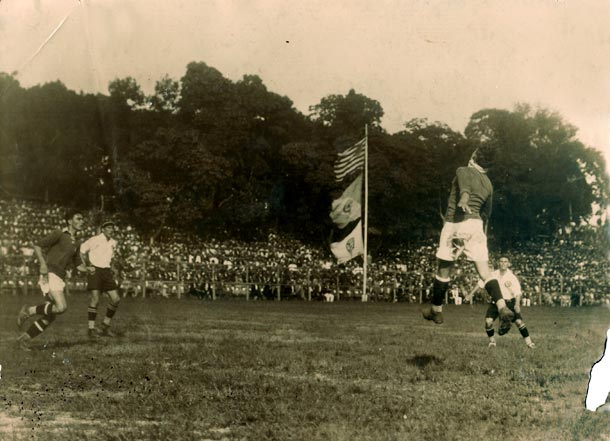
Partido del derbi paulista, en los años 1920.

El mayor rival del Palmeiras es el Corinthians, con el que se enfrenta en el llamado derbi paulista. Es, según la prensa y la afición, la mayor rivalidad del fútbol paulista, una de las mayores rivalidades del fútbol brasileño e incluso mundial pues es considerado uno de los partidos clásicos más importantes del mundo. El primer partido entre ambos equipos tuvo lugar el 6 de mayo de 1917, y lo ganó Palmeras por el marcador de 3 a 0.
Ya la primera victoria del Corinthians hizo en el sexto partido entre ambos equipos, jugado el 3 de mayo de 1919. Los corinthianos ganaron por 3-0 en el Estadio del Bosque, con goles de Américo García y Rovers. Debe tenerse en cuenta la mayor victoria en el derbi tuvo lugar el 12 de noviembre de 1933, en el que Palestra Italia ganó 8-0 Corinthians en un partido válido para ambos en el Campeonato Paulista y el Torneo Rio-Sao Paulo de ese año. La mayor derrota del Corinthians en toda su historia. El Palmeiras es el oponente más experimentado que el Corinthians, así como el Corinthians es el equipo que más veces enfrentó a Palmeiras. Estos choques disputaron algunas definiciones del Estado como el Campeonato Paulista, regional como el Torneo Rio-São Paulo y en el nacional del campeonato, y los duelos decisivos en la Copa Libertadores. De acuerdo con la red norteamericana CNN, es la novena rivalidad más clásica en el mundo, mientras que la revista Trivela ha clasificado como el segundo más grande en Brasil. Jugaron 374 partidos Palmeiras ganó 132, Corinthians ganó 129 y empataron 113 veces.

## Jugadores

### Fichajes 2025 • Invierno
| Altas      | Altas     | Altas             | Altas    | Altas        |
| Jugador    | Posición  | Procedencia       | Tipo     | Costo        |
| ---------- | --------- | ----------------- | -------- | ------------ |
| Ramón Sosa | Delantero | Nottingham Forest | Traspaso | $ 12 500 000 |
| Khellven   | Defensa   | CSKA Moscú        | Traspaso | $ 6 000 000  |

| Bajas          | Bajas         | Bajas     | Bajas    | Bajas        |
| Jugador        | Posición      | Destino   | Tipo     | Costo        |
| -------------- | ------------- | --------- | -------- | ------------ |
| Estêvão        | Delantero     | Chelsea   | Traspaso | $ 34 000 000 |
| Richard Ríos   | Mediocampista | Benfica   | Traspaso | $ 27 000 000 |
| Gabriel Vareta | Defensa       | Al-Wasl   | Traspaso | $ 3 000 000  |
| Garcia         | Defensa       | Famalicão | Traspaso | $ 2 000 000  |
| Mayke          | Defensa       | Santos    | Libre    | $ 0          |
| Pedro Bicalho  | Mediocampista | Qarabağ   | Libre    | $ 0          |
| Pedro Lima     | Mediocampista | AVS       | Libre    | $ 0          |
| Mateus         | Portero       | Alverca   | Libre    | $ 0          |

## Entrenadores
- Vanderlei Luxemburgo (abril de 1993-1994)[91]
- Vanderlei Luxemburgo (1995-1996)
- Luiz Felipe Scolari (1997-2000)
- Murtosa (2000)
- Marco Aurélio (2000-2001)
- Celso Roth (2001)
- Márcio Araújo (2002)
- Vanderlei Luxemburgo (2002)
- Paulo César Gusmão (2002)
- Murtosa (2002)
- Levir Culpi (2002)
- Jair Picerni (2003-2004)
- Estevam Soares (2004-2005)[92]
- William Coimbra (interino- 2005)[92]
- Paulo Bonamigo (2005)[93][94]
- Candinho (2005)
- Emerson Leão (2005-2006)[95]
- Marcelo Vilar (2006)
- Tite (2006)[96][97]
- Jair Picerni (2006)
- Caio Júnior (2007)
- Nei Pandolfo (2008)
- Vanderlei Luxemburgo (2008-2009)
- Jorginho (2009)
- Muricy Ramalho (2009-2010)
- Antônio Carlos Zago (2010)
- Parraga (2010)
- Luiz Felipe Scolari (2010-2012)[98][99]
- Murtosa (2010-2012)
- Narciso (2012)
- Gilson Kleina (2012-2014)[100][101]
- Alberto Valentim (2014)
- Ricardo Gareca (2014)[102][103]
- Alberto Valentim (2014)
- Dorival Júnior (2014)[104][105]
- Oswaldo de Oliveira (2015)[106]
- Alberto Valentim (2015)
- Marcelo Oliveira (2015-2016)[106]
- Alberto Valentim (2016)
- Cuca (2016)
- Eduardo Baptista (2017)
- Cuca (2017)
- Alberto Valentim (2017)
- Roger Machado (2018)
- Luiz Felipe Scolari (2018-2019)[107][108]
- Mano Menezes (2019)[109][110]
- Andrey Lopes (2019)[110]
- Vanderlei Luxemburgo (2020)[111][112]
- Andrey Lopes (interino- 2020)[112][113]
- Abel Ferreira (2020-presente)[4]

## Otras secciones deportivas

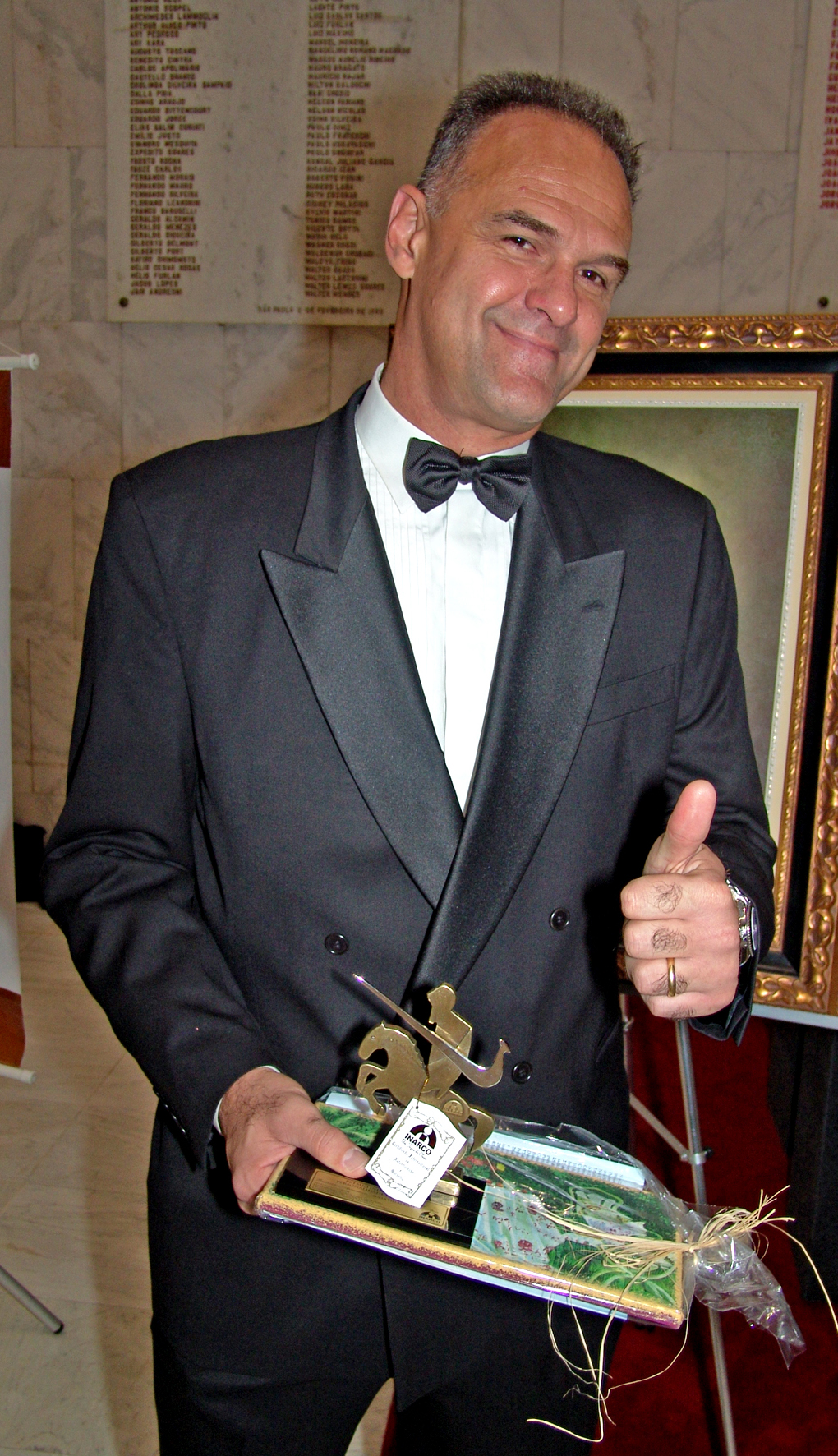
Reconocido exjugador básquet del club y actual dirigente deportivo Oscar Schmidt.

Adicionalmente al fútbol, la Sociedade Esportiva Palmeiras ha incursionado en distintas disciplinas deportivas, entre las que se incluyen el baloncesto, futsal, hockey, voleibol, ciclismo, halterofilia, judo, patinaje artístico, tenis de mesa y tiro.

### Rama de baloncesto
La rama de baloncesto del club, aun bajo la denominación de Palestra Italia, fue fundada en 1923 con la llegada de los hermanos Oscar y Renato Paolillo, pioneros y mentores en el desarrollo del baloncesto en Brasil, además de ser considerados entre los mejores jugadores de la época. Al año siguiente, y gracias al rápido desarrollo de la actividad, el Palestra Italia fue, en conjunto con los clubes Paulistano, Espéria, ACM y Associação Atlética São Paulo, uno de los miembros fundadores de la Federación Paulista de Básquetbol.
Pese a no disponer de un pabellón propio, a pocos años de su fundación el Palestra Italia se convirtió en uno de los clubes más fuertes del baloncesto brasileño de la época, alcanzando su primer título oficial en 1928 luego de adjudicarse el Campeonato Paulista de Básquetbol, marca que consiguió repetir al año siguiente. Asimismo, en 1934 y 1935, el club participó como representante de Brasil en los Campeonato Sudamericano de la modalidad. Misma época en la además se consagró pentacampeón del Campeonato Paulista, gracias a lo cual recibió el apodo de «Os Invencíveis». Debido a lo anterior, la directiva del club resolvió construir para la práctica de la actividad una cancha de tierra batida, considerada la primera «casa» del baloncesto del Palmeiras.
A lo largo de su historia, la rama de baloncesto del Palmeiras ha obtenido un total de 12 campeonatos paulistas, 8 estaduales, 2 torneos Rio-São Paulo y el Campeonato Brasileiro de 1977, así como varios trofeos de carácter amistoso tanto a nivel nacional como internacional.
En el mismo sentido, en una clasificación de los mejores equipos de básquetbol de todos los tiempos divulgada en el año 2002 por parte de la Federación Paulista y la Confederación Brasileña, Palmeiras se ubicó entre los diez primeros ubicados.

## Participaciones internacionales
| Competencia                                 | Edición |
| ------------------------------------------- | --- |
| Copa Libertadores de América (25)           | 1961, 1968, 1971, 1973, 1974, 1979, 1994, 1995, 1999, 2000, 2001, 2005, 2006, 2009, 2013, 2016, 2017, 2018, 2019, 2020, 2021, 2022, 2023, 2024, 2025. |
| Copa Sudamericana (5)                       | 2003, 2008, 2010, 2011, 2012 |
| Recopa Sudamericana (2)                     | 2021, 2022 |
| Copa Mercosur (4)                           | 1998, 1999, 2000 y 2001 |
| Copa Conmebol (1)                           | 1996 |
| Copa Intercontinental/Mundial de Clubes (4) | 1999, 2020, 2021, 2025 |
| Copa Internacional de Río (1)               | 1951 |

### Por competición
- En negrita competiciones en activo.

| Torneo                            | TJ | PJ  | PG  | PE | PP | GF  | GC  | Dif. | Puntos |
| --------------------------------- | -- | --- | --- | -- | -- | --- | --- | ---- | ------ |
| Copa Libertadores de América      | 25 | 248 | 142 | 49 | 57 | 485 | 246 | +239 | 441    |
| Copa Intercontinental             | 1  | 1   | 0   | 0  | 1  | 0   | 1   | -1   | 0      |
| Copa Mundial de Clubes de la FIFA | 3  | 9   | 3   | 3  | 3  | 9   | 7   | +2   | 12     |
| Copa Sudamericana                 | 5  | 22  | 10  | 2  | 10 | 26  | 26  | 0    | 32     |
| Copa Conmebol                     | 1  | 2   | 1   | 0  | 1  | 4   | 5   | -1   | 3      |
| Copa Mercosur                     | 4  | 44  | 25  | 9  | 10 | 97  | 56  | +41  | 84     |
| Recopa Sudamericana               | 2  | 4   | 2   | 1  | 1  | 7   | 5   | +2   | 7      |
| Copa Internacional de Río         | 1  | 7   | 4   | 2  | 1  | 10  | 8   | +2   | 14     |
| Total                             | 42 | 337 | 187 | 66 | 84 | 638 | 354 | +284 | 593    |

## Palmarés

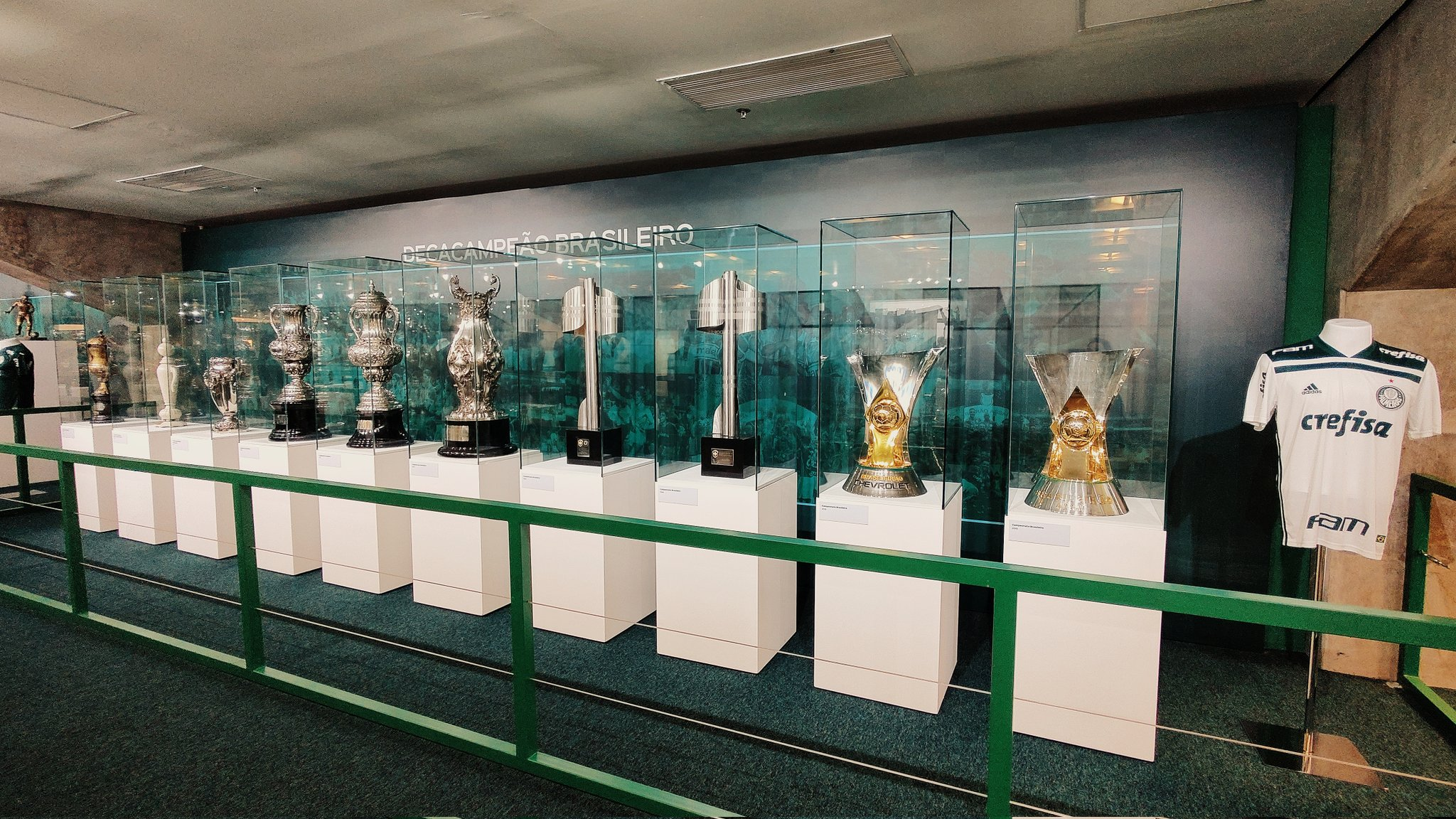
Trofeos de Palmeiras.

Nota: en negrita competiciones vigentes en la actualidad. Indicado el récord del torneo  y el compartido 

### Torneos nacionales
| Competición nacional      | Títulos                                                                 | Subcampeonatos                |
| ------------------------- | ----------------------------------------------------------------------- | ----------------------------- |
| Serie A (12/5)            | 1960, 1967, 1967, 1969, 1972, 1973, 1993, 1994, 2016, 2018, 2022, 2023. | 1970, 1978, 1997, 2017, 2024. |
| Copa de Brasil (4/1)      | 1998, 2012, 2015, 2020.                                                 | 1996.                         |
| Supercopa de Brasil (1/2) | 2023.                                                                   | 2021, 2024.                   |
| Copa de Campeones (1/0)   | 2000.                                                                   |                               |
|                           |                                                                         |                               |
| Serie B (2/0)             | 2003, 2013.                                                             |                               |

### Torneos internacionales

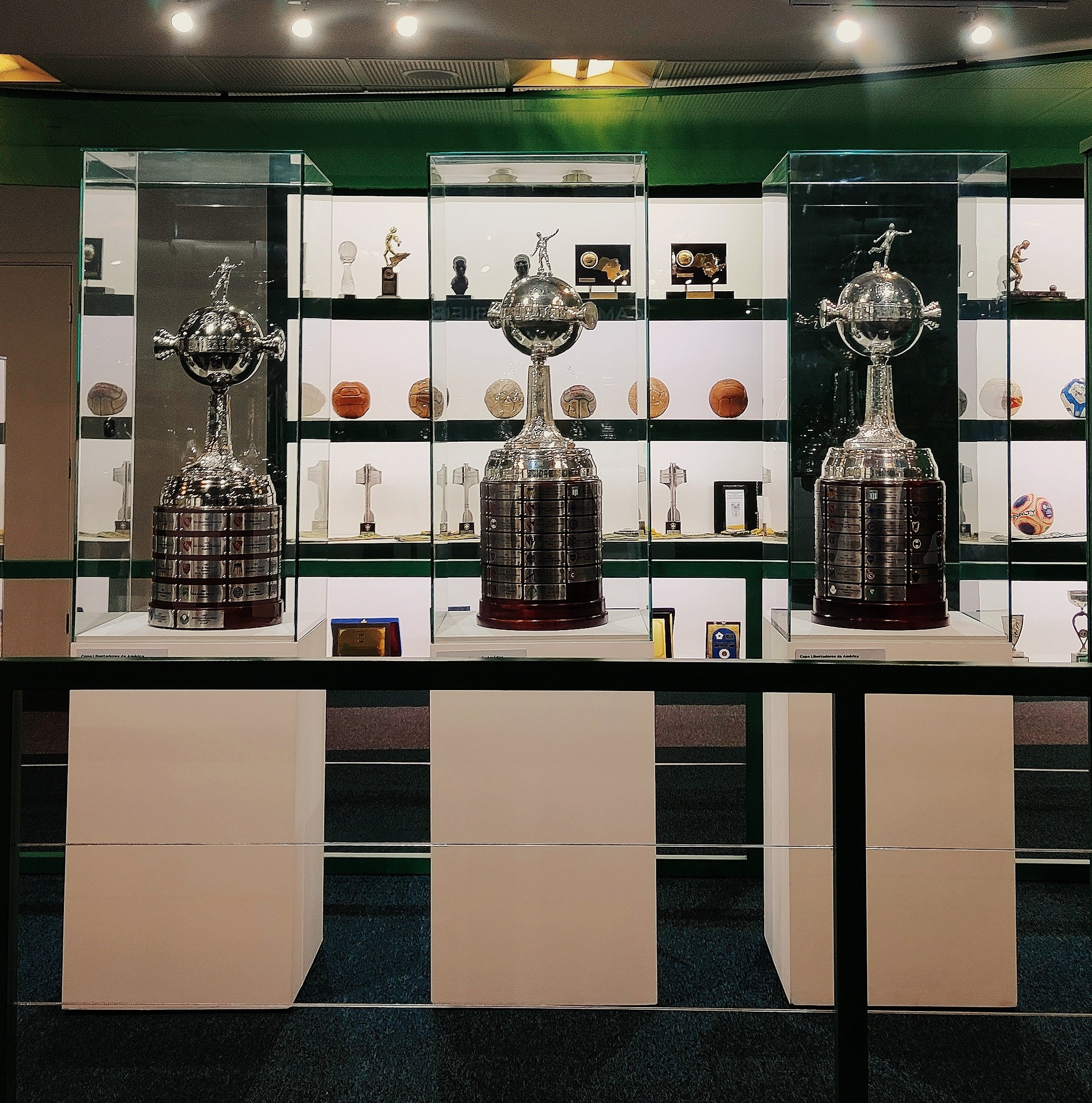
Trofeos de Palmeiras.

| Competición internacional                     | Títulos           | Subcampeonatos    |
| --------------------------------------------- | ----------------- | ----------------- |
| Copa Mundial de Clubes de la FIFA (0/1)       |                   | 2021.             |
| Copa Intercontinental (0/1)                   |                   | 1999.             |
| Copa Libertadores de América (3/3)            | 1999, 2020, 2021. | 1961, 1968, 2000. |
| Copa Mercosur (1/2)                           | 1998.             | 1999, 2000.       |
| Recopa Sudamericana (1/1)                     | 2022.             | 2021.             |
| Copa Internacional de Clubes Campeones* (1/0) | 1951.             |                   |

(*) Algunos clubes la contabilizan en su propio palmarés personal; no obstante, sin ser oficial por ningún estamento continental ni mundial. Solo tiene reconocimiento a nivel nacional por la CBF.

### Torneos estaduales
| Competición estadual        | Títulos | Subcampeonatos |
| --------------------------- | --- | --- |
| Campeonato Paulista (26/28) | 1920, 1926, 1927, 1932, 1933, 1934, 1936, 1940, 1942, 1944, 1947, 1950, 1959, 1963, 1966, 1972, 1974, 1976, 1993, 1994, 1996, 2008, 2020, 2022, 2023, 2024. | 1917, 1919, 1921, 1922, 1923, 1931, 1935, 1937, 1939, 1949, 1951, 1953, 1954, 1961, 1964, 1965, 1969, 1970, 1971, 1973, 1986, 1992, 1995, 1999, 2015, 2018, 2021, 2025. |

### Torneos estaduales no regulares
| Competición estadual          | Títulos                                         |
| ----------------------------- | ----------------------------------------------- |
| Campeonato Paulista Extra (2) | 1926, 1938.                                     |
| Taça Ciudad de São Paulo (4)  | 1945, 1946, 1950, 1951                          |
| Taça Competência (4)          | 1920, 1926, 1927, 1932.                         |
| Torneo Inicio Paulista (8)    | 1927, 1930, 1935, 1937, 1939, 1942, 1946, 1969. |
| Taça Governador do Estado (1) | 1972.                                           |

### Torneos interestaduales
| Competición interestadual  | Títulos                       | Subcampeonatos |
| -------------------------- | ----------------------------- | -------------- |
| Torneo Río-São Paulo (5/1) | 1933, 1951, 1965, 1993, 2000. | 1955           |

### Reconocimientos internacionales
| Distinción             | Año   |       |
| ---------------------- | ----- | ----- |
| Club del año IFFHS (1) | 2021. | 2021. |

### Torneos amistosos internacionales
- Trofeo Ramón de Carranza (España) (3): 1969, 1974, 1975.
- Copa Peñarol-Brasil (Uruguay) (1) 1951.
- Copa México (2): 1952, 1959.
- Torneo Ciudad de Manizales (Colombia) (1) 1962.
- Torneo Ciudad de Lima (Perú) (1) 1962.
- Copa de Firenze (Italia) (1): 1963.
- Torneo de Guadalajara (México) (1): 1963.
- Copa IV Centenário do Rio de Janeiro (1): 1965.
- Torneio Quadrangular João Havelange (1): 1966.
- Copa Brasil-Japão (1): 1967.
- Trofeo Ciudad de Barcelona (España) (1): 1969.
- Copa da Grécia (Grécia) (1): 1970.
- Trofeo Ciudad de Zaragoza (España) (1): 1972.
- Copa del Atlántico (Argentina) (1): 1972.
- Copa Imigração Italiana (Itália) (1): 1975.
- Copa Kirin (Japón) (1): 1978.
- Trofeo Ciudad de Oviedo (España) (1): 1989.
- Copa de Euro-América (2): 1991, 1996.
- Copa de Nagoya (1): 1994.
- Copa Brasil-Italia (1): 1994.
- Torneo Lev-Yashin (Rusia) (1): 1994.
- Trofeo Naranja (España) (1): 1997.
- Copa da Amizade (EUA) (1): 1997.
- Trofeo DirecTV (BRA) (1): 2014.
- Trofeo Julinho Botelho (BRA) (1): 2014.
- Florida Cup (Estados Unidos) (1): 2020.

## Presidentes
| - 1914-1914: Ezequiel Simone - 1915-1915: Augusto Vaccari - 1915-1915: Leonardo Paretto - 1915-1915: Fabio Ferré - 1916-1916: Ludovico Bacchian - 1917-1917: Guido Farti - 1918-1918: Valentino Sola - 1919-1920: Menotti Falchi - 1920-1924: David Pichetti - 1924-1924: Giuseppe Perrone - 1924-1927: Francisco De Vivo - 1928-1932: Eduardo Matarazzo - 1933-1934: Dante Delmanto - 1934-1938: Raphael Parisi | - 1939-1940: Ítalo Adami - 1940-1940: João Minervino - 1940-1940: Enrico de Martino - 1941-1942: Ítalo Adami - 1943-1944: Higino Pellegrini - 1945-1946: Francisco Patti - 1946-1949: Higino Pellegrini - 1949-1951: Ferrúcio Sandoli - 1951-1953: Mário Frugiuelle - 1953-1954: Paschoal Walter Byron Giuliano - 1955-1958: Mário Beni - 1959-1970: Delfino Facchina - 1971-1976: Paschoal Walter Byron Giuliano - 1977-1978: Jordão Bruno Sacomani | - 1978-1978: Brício Pompeu Toledo - 1979-1980: Delfino Facchina - 1981-1982: Brício Pompeu Toledo - 1983-1984: Paschoal Walter Byron Giuliano - 1985-1988: Nélson Tadini Duque - 1989-1992: Carlos Bernardo Facchina Nunes - 1993-2005: Mustafá Contursi Goffar Majzoub - 2005-2008: Afonso Della Mônica Netto - 2009-2010: Luiz Gonzaga Belluzzo - 2011-2012: Arnaldo Tirone - 2013-2016: Paulo Nobre - 2016-2021: Mauricio Galiotte - 2021-presente: Leila Pereira |